# خوان ماررو
خوان ماررو (انگلیسی: Juan Marrero؛ زادهٔ ۲۴ مارس ۱۹۶۸) بازیکن فوتبال اهل اسپانیا است.
از باشگاه‌هایی که در آن بازی کرده‌است می‌توان به باشگاه فوتبال آلمریا اشاره کرد.